# Virtua Cop
Virtua Cop (バーチャコップ?) è un videogioco arcade del 1994 sviluppato da Sega-AM2. Primo videogioco della serie omonima, il gioco è stato convertito per Sega Saturn e, distribuito con il titolo Virtua Squad, anche per Microsoft Windows. Nel 2004 è stata realizzata una versione di Virtua Cop per N-Gage, mai pubblicata.

## Trama
A dare inizio alla trama di Virtua Cop è l'omicidio di un detective di polizia che era riuscito a procurarsi una gran quantità di prove per accusare di traffico illegale di armi la E.V.I.L. Inc, una potente organizzazione criminale.
Alcune delle prove raccolte dal detective giungono comunque al quartier generale della polizia e viene istituita una task-force speciale composta dagli agenti Michael Hardy e James Cools. I due agenti di polizia dovranno affrontare e debellare la E.V.I.L. Inc, guidata da Joe Fang e i suoi scagnozzi "Kong", "King" e "Boss".

## Modalità di gioco
I giocatori assumono le vesti di ufficiali di polizia: Michael Hardy e il suo collega James Cools. Con una prospettiva in prima persona i giocatori devono usare una light gun (o un joypad nella versione Sega Saturn) per sparare ai criminali e avanzare nel gioco. Subendo danni o sparando ai civili è prevista la perdita di una vita del giocatore. È possibile raccogliere armi speciali o vite extra sparando ai power-up. Le armi speciali vengono perse solo se il giocatore subisce danni, ma non se spara a civili. I giocatori possono ottenere punteggi extra disarmando un nemico senza ucciderlo, sparando alle mani o al centro del cerchio dell'obiettivo.

## La serie
1. Virtua Cop (1994)
2. Virtua Cop 2 (1995)
3. Virtua Cop 3 (2003)